# Clap Your Hands Say Yeah
Clap Your Hands Say Yeah ist eine Indie-Rock Band aus Brooklyn, New York, USA.

## Geschichte
Das erste Album der Band, das ebenfalls den Namen Clap Your Hands Say Yeah trägt, erschien im Jahr 2005. David Bowie und David Byrne zählen zu ihren prominenten Anhängern. Vom Rolling Stone wurden sie als „Hot New Band“ des Jahres 2005 ausgezeichnet. Am 3. Oktober 2005 unterschrieben sie einen Plattenvertrag bei Wichita Recordings.
Außer Ounsworth, der in Philadelphia wohnt, leben alle Bandmitglieder in Brooklyn. Ihre Single Is This Love kam im Dezember 2005 in die britischen Charts. Am 30. Januar 2007 wurde das zweite Album Some Loud Thunder veröffentlicht.
Frontman Alec Ounsworth hat ein Nebenprojekt (Flashy Python and the Body-Snatchers), während Schlagzeuger Sean Greenhalgh nebenbei in der Guns N’ Roses Tribute-Band Mr. Brownstone spielt. Robbie Guertin und Tyler Sargent spielen außerdem in der Band Unhibitable Mansions.

## Diskografie

### Studioalben
| Jahr | Titel                    | Höchstplatzierung, Gesamtwochen, AuszeichnungChartplatzierungen (Jahr, Titel, Platzierungen, Wochen, Auszeichnungen, Anmerkungen) | Höchstplatzierung, Gesamtwochen, AuszeichnungChartplatzierungen (Jahr, Titel, Platzierungen, Wochen, Auszeichnungen, Anmerkungen) | Höchstplatzierung, Gesamtwochen, AuszeichnungChartplatzierungen (Jahr, Titel, Platzierungen, Wochen, Auszeichnungen, Anmerkungen) | Höchstplatzierung, Gesamtwochen, AuszeichnungChartplatzierungen (Jahr, Titel, Platzierungen, Wochen, Auszeichnungen, Anmerkungen) | Höchstplatzierung, Gesamtwochen, AuszeichnungChartplatzierungen (Jahr, Titel, Platzierungen, Wochen, Auszeichnungen, Anmerkungen) | Anmerkungen                              |
| Jahr | Titel                    | DE | AT | CH | UK | US | Anmerkungen                              |
| ---- | ------------------------ | --- | --- | --- | --- | --- | ---------------------------------------- |
| 2005 | Clap Your Hands Say Yeah | DE66 (1 Wo.)DE | — | CH95 (1 Wo.)CH | UK26 (3 Wo.)UK | — | Erstveröffentlichung: 28. Juni 2005      |
| 2007 | Some Loud Thunder        | DE88 (1 Wo.)DE | — | — | UK45 (1 Wo.)UK | US47 (2 Wo.)US | Erstveröffentlichung: 29. Januar 2007    |
| 2011 | Hysterical               | — | — | — | — | US122 (1 Wo.)US | Erstveröffentlichung: 20. September 2011 |
| 2021 | New Fragility            | — | — | — | — | — | Erstveröffentlichung: 12. Februar 2021   |

Weitere Veröffentlichungen
- 2006: Fall 2006 Tour EP
- 2007: Live at Lollapalooza
- 2013: Little Moments EP
- 2014: Only Run
- 2017: The Tourist

### Singles
| Jahr | Titel Album                                  | Höchstplatzierung, Gesamtwochen, AuszeichnungChartplatzierungen (Jahr, Titel, Album, Platzierungen, Wochen, Auszeichnungen, Anmerkungen) | Höchstplatzierung, Gesamtwochen, AuszeichnungChartplatzierungen (Jahr, Titel, Album, Platzierungen, Wochen, Auszeichnungen, Anmerkungen) | Höchstplatzierung, Gesamtwochen, AuszeichnungChartplatzierungen (Jahr, Titel, Album, Platzierungen, Wochen, Auszeichnungen, Anmerkungen) | Höchstplatzierung, Gesamtwochen, AuszeichnungChartplatzierungen (Jahr, Titel, Album, Platzierungen, Wochen, Auszeichnungen, Anmerkungen) | Höchstplatzierung, Gesamtwochen, AuszeichnungChartplatzierungen (Jahr, Titel, Album, Platzierungen, Wochen, Auszeichnungen, Anmerkungen) | Anmerkungen                            |
| Jahr | Titel Album                                  | DE | AT | CH | UK | US | Anmerkungen                            |
| ---- | -------------------------------------------- | --- | --- | --- | --- | --- | -------------------------------------- |
| 2005 | Is This Love? Clap Your Hands Say Yeah       | — | — | — | UK74 (1 Wo.)UK | — | Erstveröffentlichung: 5. Dezember 2005 |
| 2006 | In This Home on Ice Clap Your Hands Say Yeah | — | — | — | UK68 (1 Wo.)UK | — | Erstveröffentlichung: 27. Februar 2006 |

Weitere Singles
- 2006: The Skin of My Yellow Country Teeth
- 2007: Satan Said Dance